# Velika Krsna
Velika Krsna es una población rural de la municipalidad de Mladenovac, en el distrito de Belgrado, Serbia.

## Superficie
Posee una superficie de 37,59 kilómetros cuadrados.

## Demografía
Hasta 2011 la población era de 2693 habitantes, con una densidad de población de 71,65 habitantes por kilómetro cuadrado.